# 沃尔希堡
沃尔希堡（義大利語：Castro dei Volsci），是意大利拉齐奥大区弗罗西诺内省的一个市镇。总面积58.29平方公里，人口5012人，人口密度86.0人/平方公里（2009年）。ISTAT代码为060023。